# Zambia International 2018
Die Zambia International 2018 als offene internationale Meisterschaften von Sambia im Badminton fanden vom 29. November bis zum 2. Dezember 2018 in Lusaka statt.

## Sieger und Platzierte
| Disziplin    | Gold                                           | Silber                                 | Bronze                               |
| ------------ | ---------------------------------------------- | -------------------------------------- | ------------------------------------ |
| Herreneinzel | Ade Resky Dwicahyo                             | Anuoluwapo Juwon Opeyori               | Bahaedeen Ahmad Alshannik            |
| Herreneinzel | Ade Resky Dwicahyo                             | Anuoluwapo Juwon Opeyori               | Robert Mann                          |
| Dameneinzel  | Dorcas Ajoke Adesokan                          | Ogar Siamupangila                      | Gladys Mbabazi                       |
| Dameneinzel  | Dorcas Ajoke Adesokan                          | Ogar Siamupangila                      | Aisha Nakiyemba                      |
| Herrendoppel | Ade Resky Dwicahyo Azmy Qowimuramadhoni        | Godwin Olofua Anuoluwapo Juwon Opeyori | Mark Banda Juma Muwowo               |
| Herrendoppel | Ade Resky Dwicahyo Azmy Qowimuramadhoni        | Godwin Olofua Anuoluwapo Juwon Opeyori | Ngosa Chongo Cheezwa Nakanda         |
| Damendoppel  | Evelyn Siamupangila Ogar Siamupangila          | Gladys Mbabazi Aisha Nakiyemba         | Elizaberth Chipeleme Ngandwe Miyambo |
| Damendoppel  | Evelyn Siamupangila Ogar Siamupangila          | Gladys Mbabazi Aisha Nakiyemba         | Tessa Kabelo Tebogo Ndzinge          |
| Mixed        | Anuoluwapo Juwon Opeyori Dorcas Ajoke Adesokan | Bahaedeen Ahmad Alshannik Domou Amro   | Kalombo Mulenga Elizaberth Chipeleme |
| Mixed        | Anuoluwapo Juwon Opeyori Dorcas Ajoke Adesokan | Bahaedeen Ahmad Alshannik Domou Amro   | Juma Muwowo Ogar Siamupangila        |